# 吉岡奈々子
吉岡 奈々子（よしおか ななこ、1973年8月4日 - ）は、日本のVシネマ・映画女優。タレント。パーソナリティ。元AV女優。AVデビュー当時は
バンビプロモーションに所属していた。2011年にAV引退。2016年12月11日にAV復帰。所属はカプセルエージェンシー。

## 略歴・人物
2007年にデビューした熟女系のAV女優。なお、デビュー前は新宿でポールダンサーをしていた。
2008年11月に発売された『旦那の趣味で犯されて』より「吉岡奈々子」として活動している。
2009年には3ヶ月間で100本のDVDをリリースした。
2010年8月には、新宿ニューアートでストリッパーとして出演した。
2011年AV女優を引退。約300本以上の作品に出演。その後、女優・タレントとして、マルチに活動している。

## 出演

### 映画
- 第三病棟の鬼（2011年11月公開、オカシネマ）
- 精霊夜曲（2012年2月公開)
- 戦国少女伝・妖怪忍者 忍（2012年4月公開） - 準主役
- 闇金ウシジマくん（2016年）

### イベント
- 生主の祭典 ナマケット2〜ニコ生で一番面白いのは俺だ!〜（ニコニコ生放送 公式イベント 勝ち抜き合戦）－結果、全国2位。愛乃まーに、吉岡奈々子、（2011年8月28日、原宿ニコニコ本社）
- モッズ出版の高須基仁氏と対談（2011年9月15日）
- 第11回熟女クイーンコンテスト（2011年10月24日）
- アイドルイベント「えめらるだす」vo.1・2・3

### テレビ
- 東京MX「みんなのバラエティ みんバラ」
- よっしぃのネットラジオSUPER - ゲスト
- TBSドラマ「ダメな私に恋してください」
- TBS「この差ってなんですか?」
- テレビ東京ドラマ 「コードネームミラージュ第10話」(2017年6月9日)

### ウェブテレビ
- ニコニコ動画「吉岡と上野の何かお困りですか?」 - 毎週木曜日メインパーソナリティー

- DTテレビ（2019年11月22日、AbemaTV）[1]

### ラジオ
- むさしのFM「ヒエのみんな俺のばあちゃんだ！」新春60分スペシャル - ゲスト
- シティFM・FMカオン - 曜日パーソナリティ
- 調布FM「アレサネスミスのCHANG'SRADIO」 - ゲスト
- 小田原FM 「SENOKENの深い夜」-2週ゲスト (2019年10月4日10月11日オンエア)
- きしわだ 「Mr.シンの魔法の時間」-2週ゲスト (2020年3月25日4月1日オンエア)
- インターネットFM 「吉岡奈々子のサウンドカフェ」(2023年5月〜2024年2月)

## 作品

### アダルトビデオ

#### 吉岡奈々子 名義
2008年
- 旦那の趣味で犯されて（11月20日、タカラ映像）
- 未亡人下宿 〜人妻がオンナにかわるとき（12月5日、小林興業）
- 近親相姦シリーズ 継母〜ままはは〜 二十（12月10日、ドリームステージエンタテインメント）…共演:中条雪乃
- DVD 人妻 Dream（12月18日、SODクリエイト）他出演:木村彩、一之瀬亜美、木村由紀恵、如月小雪
- 上司の妻（12月20日、スターパラダイス）
- 美熟女 悩殺BODY 4（12月20日（レンタル）／2009年1月30日（セル）、クリスタル映像）他出演:小林里穂、桃山かおり、芹沢舞、富永ひろ美
- 中出し近親相姦 息子に教授された義母の肢体（12月25日、センタービレッジ）
- 上司の妻 最近の人妻は部下たちとの淫らな行為を見せつける!!（12月25日、センタービレッジ）

2009年
- 中出し破壊レイプ 黒人巨大マラ VS 野球監督婦人〔ママ〕（1月7日、グローバルメディアエンタテインメント）
- 中出し近親相姦 母子熱愛（1月8日、センタービレッジ）
- 続 友達の母親（1月8日、センタービレッジ）
- 近親相姦 母のお尻 〜美尻&美脚母の挑発〜（1月10日、レビー）
- 近親相姦 田舎のお袋（1月10日、小林興業）…共演:雪乃
- この熟女いやらしい! 艶かしく くねらす体 滴る淫汁 この瞬間だけでいいの 女でいさせて（1月11日、アテナ映像）他出演:橋田佳苗、滝川絵理子、愛沢はるひ
- 親族の介護が一段落して… 担当課長に弄ばれる人妻たち（1月13日、カルマ）オムニバス作品
- 隣の奥さんに中出ししちゃった●学生のしょうちゃん!!（1月16日、Nadeshiko）
- スイートマミー 〜ママとお泊り遠足 熱海編〜 Part.3（1月17日、ラハイナ東海） ※「恵子」名義
- 風呂上りの姉貴に…（1月22日、タカラ映像）
- 近親相姦体験のあるキャストを集めた! ザ・近親相姦 〜強盗に近親相姦を強要された家族〜（1月22日、SODクリエイト）オムニバス作品
- 近親相姦・愛の中出し（1月29日、センタービレッジ）
- 美熟女アナル（1月30日、アルファーインターナショナル）
- 人妻デリバリー 14（1月31日（レンタル）／2月20日（セル）、クリスタル映像）他出演:小林里穂、押尾碧、夏木響子、坂口美央、神咲なお
- 義母相姦 〜義理の母親と息子、愛欲の絆（2月14日、ルビー）
- ワンマン女社長に弄ばれる男性社員たち（3月5日、フリーダム）共演:坂田美影、加賀雅、@YOU
- 男子生徒を弄ぶ 女教師美脚指導（3月5日、フリーダム）共演:坂田美影、加賀雅、@YOU
- もしもこんな女性にイジメられたら… 2（3月5日、フリーダム）共演:坂田美影、加賀雅、@YOU
- 幼●園お受験ママ裏取引 14（3月14日、ラハイナ東海）オムニバス作品
- 熟女口淫巨根丸呑み（3月14日、ラハイナ東海）他出演:立花久美、須藤さなえ、島谷由紀子、石川里子
- 美脚人妻 M字パンスト倶楽部（3月14日、ラハイナ東海）オムニバス作品
- 続・人妻ナンパ 207 追跡Fuck!!（3月19日、ディープス）オムニバス作品
- お姉さんが手コキとヨダレで優しくイカせてあげる 熟女編（3月20日、映天）他出演:黒川ゆう子、折原ゆかり ほか
- 愛する夫の目の前で 怒りと憎しみのいけにえ（3月25日、マドンナ）
- 投稿実話 「妻がまわされた」（3月25日、ながえスタイル）…共演:高坂保奈美
- ダブル美人妻 生中出し（3月25日、エマニエル）…共演:杉本はるか
- 旦那の寝てる隣で声を殺して不倫SEXする人妻（3月28日、ラハイナ東海）オムニバス作品
- 吉岡奈々子 35歳（4月1日、ヴィーナス）
- 近親相姦遊戯 叔母と僕 其の八（4月8日、グローバルメディアエンタテインメント）…共演:高坂保奈美
- 美人妻 監禁調教（4月10日、アリスJAPAN）
- クンニ DE インタビュー 熟女編（4月17日、映天）他出演:杉本はるか、天野ゆうき、大原ゆり子、小林奈津子 ほか
- キスが感じる女達 〜熟女編〜（4月17日、OFFICE K'S）他出演:川瀬さやか、艶堂しほり、綾女、夏樹響子
- お母さんに優しく叱られながら 癒らしく手コキされたい（4月17日、虎堂）他出演:川瀬さやか、艶堂しほり、夏樹響子
- 義母姦淫奴隷 裏切りの恥辱遊戯（4月25日、マドンナ）
- アラサーヒトヅマ ドット ナカダシ Mrs.35age. NAKA-DASHI（5月1日、チーム川崎）
- 非日常的悶絶遊戯 元レースクイーンの奥様、奈々子の場合（5月1日、AVS）
- DOUBLE 手コキ二輪車（5月1日、GLAY'z）他出演:叶麗子、滝沢優奈、速水怜、夏目ミュウ、南星香、鷹宮りょう、彩花ゆめ、村上里沙、羽田未来、藤木ルイ、三井ゆき、神咲りえ、美咲舞、一条かえで ほか
- 美熟女が拘束され加藤鷹にイカサレまくるビデオ!（5月13日、溜池ゴロー）
- 私は痴女 人妻編 奥さん!その目つき激ヤバ（5月15日、クリスタル映像）他出演:新堂ルミ、平澤藤子、初音かほ、小川ひなの
- 人妻エステ盗撮最前線 必ずイカせてくれるウワサの女エステ師 Vol.2（5月19日、スナイパー）オムニバス作品
- 母と息子の入浴慕情集（5月22日、虎堂）他出演:川瀬さやか、艶堂しほり、綾女、夏樹響子
- 危ない風俗面接盗撮 理由あり人妻誰にも言えない就職活動（5月22日、映天）オムニバス作品
- ママにセンズリ見つかって手コキされちゃった僕（5月23日、ラハイナ東海）オムニバス作品
- 長身姉妹美アナル調教 〜異常な変態性癖に目覚めたスレンダー姉妹〜（5月27日、マドンナ）共演:高坂保奈美
- 義母奴隷（6月13日、溜池ゴロー）
- 鬼ねっちょりフェラ（6月19日、映天）オムニバス作品
- 旦那のそばでムリヤリ性行為 人妻のこらえ顔（6月25日、ながえスタイル）他出演:春樹レイ、水沢真樹、真山奈々
- 借金でお困りの奥様いい方法教えます 秘密厳守（6月25日、FAプロ）他出演:大沢萌、夏海、エリカ
- 鬼輪姦 膣出し（6月25日、豊彦企画） ※「大久保智子」名義
- 美熟女奴隷 3（6月30日、アヴァ）
- 東京情事（7月7日、マドンナ）
- Blue Film（7月19日、AV難民）
- 美少女マゾ愛奴（7月24日、アヴァ）他出演:綾瀬桃子
- 人妻野外露出（7月25日、ビッグモーカル）他出演:星アンジェ、前島エリナ
- バツイチ 淫ら妻 2 〜柔肌の湯〜（7月31日、ゴーゴーズ）
- 実録!! 生保レディ盗撮!!（7月31日、ゴーゴーズ）オムニバス作品
- 週末の夜なのに1人酒を飲んでいる女は燃えるようなトキメキとトロケルようなSEXを待っている（8月6日、ナチュラルハイ）オムニバス作品
- 欲求不満人妻紹介 #5〜#8（8月7日、GLAY'z）他出演:高坂保奈美、有沢実紗、押切あやの
- 非合法エロフィルム ムショ帰りの亭主とのSEX/隠れ宿のアベック/アンマ師特市とできた妻/40才の妹と43才の兄貴の性の地獄（8月10日、FAプロ）他出演:北原夏美、風間ゆみ、夏海、エリカ
- HYPER DELICIOUS AWABI Vol.6 淫熟なる女社長 惨逝女体崩壊（8月15日、ベイビーエンターテイメント）
- 熟女のオナニー観察（8月20日、フォーエバー）他出演:加賀雅、羽鳥澄香、秋川真理、山口智美、波木麗子、保坂友利子、赤木麻耶
- 義母がすけべで身がもたない 29（9月11日、東京音光）共演:滝川絵理子
- 近親エロビアン　禁断の義母と娘 2（9月11日、東京音光）共演:真白希実、大貫のぞみ
- 猥褻フェロモン愛奴 桃源郷マゾ快楽調教（9月12日、アヴァ）他出演:上原優
- 素人熟女 ガチンコTEL 人妻リアルテレホンSEX!!（9月12日、ラハイナ東海）オムニバス作品
- 女塾 レズアクメ 3 禁断の肉欲（9月19日、フォーエバー）…共演:桜田さくら、ミュウ
- 借金妻（9月25日、ビッグモーカル）他出演:朝倉菜々子、星アンジェ
- スケベな人妻のべっちょぬるオナニー vol.3（9月25日、虎堂）オムニバス作品
- 近親愛欲の秘密 義母艶香（9月25日、プラチナ）共演:浅井舞香
- 旦那の同僚と中出し不倫旅行（11月19日、エマニエル）

2011年
- 友人のお母さんと内緒でアナルファック（1月19日、エマニエル）他出演：加納瞳、菅谷桃

2012年
- 義母にいじめ大浣腸する嫁（1月1日、エマニエル）他出演：愛音ゆり、西城玲華、三谷希、宮村恋、小久保真樹、長塚理映、田辺梨花